# August De Block
Augustinus (August) Domien De Block, né le 28 février 1893 à Saint-Nicolas et décédé le 25 avril 1979 à Bruxelles fut un homme politique belge, membre du parti ouvrier belge, ensuite du PSB. 
De Block fut directeur du journal Vooruit (Gand); il fut métallurgiste, mécanicien, employé et fonctionnaire.
Il fut élu conseiller communal de Saint-Nicolas (1921-1934), conseiller provincial de la province de Flandre-Orientale (1921-1936), sénateur provincial de la province de Flandre-Orientale (1946-1949), sénateur coopté (1949-1965), membre du Parlement européen (1958-1965).
Vie privée : Marié à Rachel de confession juive il a eu avec elle deux fils (Gust et Paul) et une fille. Il fut plusieurs fois grand père (Serge, Nadine, etc.) et arrière grand père (Emilie, Caroline, etc.). 

## Sources
- sa Bio sur ODIS